# Enicospilus nubeculatus
Enicospilus nubeculatus är en stekelart som beskrevs av André Seyrig 1935. Enicospilus nubeculatus ingår i släktet Enicospilus och familjen brokparasitsteklar. Inga underarter finns listade i Catalogue of Life.